# NGC 1942
NGC 1942 је расејано звездано јато у сазвежђу Златна риба које се налази на NGC листи објеката дубоког неба.
Деклинација објекта је - 63° 56' 32" а ректасцензија 5h 24m 44,6s. Привидна величина (магнитуда) објекта NGC 1942 износи 13,5 а фотографска магнитуда 14,2. NGC 1942 је још познат и под ознакама ESO 85-SC81.